# College Football Championship Game 2025
Match précédent Match suivant
Le College Playoff Championship Game 2025 est un match de football américain de niveau universitaire d'après saison régulière organisé par la NCAA.
Il se déroule le 20 janvier 2025 au Mercedes-Benz Stadium d'Atlanta dans l'état de la Géorgie aux États-Unis.
Ce match constitue la finale nationale du championnat NCAA de football américain 2024 de la Division 1 FBS et est donc l'apothéose de la saison 2024 de football américain universitaire.
Il oppose les vainqueurs des demi-finales jouées les 9 et 10 janvier 2025 soit les vainqueurs de l'Orange Bowl 2025, le #5 Fighting Irish de Notre Dame, et du Cotton Bowl Classic 2025, les #6 Buckeyes d'Ohio State.
Il s'agit de la 11e édition du College Football Championship Game et la première depuis l'expansion à 12 équipes. L'évènement est retransmise en radio et télévision par ESPN/ESPN Radio/ESPN Deportes.
Sponsorisé par la société de télécommunications AT&T, la rencontre est officiellement dénommée 2025 College Football Playoff National Championship presented by AT&T.
Ohio State remporte le match 34 à 23, les deux équipes terminant la saison avec le même bilan (14 victoires et 2 défaites).
Après la rencontre, Ohio State est classé unanimement no 1 du pays par l'Associated Press (AP). Notre Dame étant classé no 2, les Irish atteignent leur meilleur classement final depuis la saison 1993.

## Environnement

### Sélection
Le 7 janvier 2022, l'organisation du College Football Playoff avait initialement sélectionné l'Allegiant Stadium de Paradise dans la Nevada pour accueillir sa finale 2025. Cependant, la date choisie pour l'évènement était en conflit avec celle du Consumer Electronics Show (CES) qui ne pouvait pas être reporté à une date ultérieure. Il a dès lors été annoncé le 5 mai 2022 que l'évènement se déroulerait au Mercedes-Benz Stadium d'Atlanta,.

### Lieu
Le Mercedes-Benz Stadium est un stade de 71 000 places situé à Atlanta en Géorgie, ayant ouvert ses portes en août 2017. Le stade à toit rétractable accueille régulièrement les matchs des Falcons d'Atlanta de la National Football League (NFL), le Peach Bowl, le Celebration Bowl (en), la finale de conférence SEC et l'annuel Aflac Kickoff Game (en) (anciennement connu sous le nom de Chick-fil-A Kickoff Game). De plus, il a accueilli le College Football Championship Game 2018 où le Crimson Tide de l'Alabama a battu les Bulldogs de la Géorgie 26 à 23 en prolongation, et le Super Bowl LIII en 2019. Il a été sélectionné pour accueillir plusieurs matchs lors de la Coupe du monde de la FIFA 2026.

Animation de la fermeture du toit
Animation de l'ouverture du toit
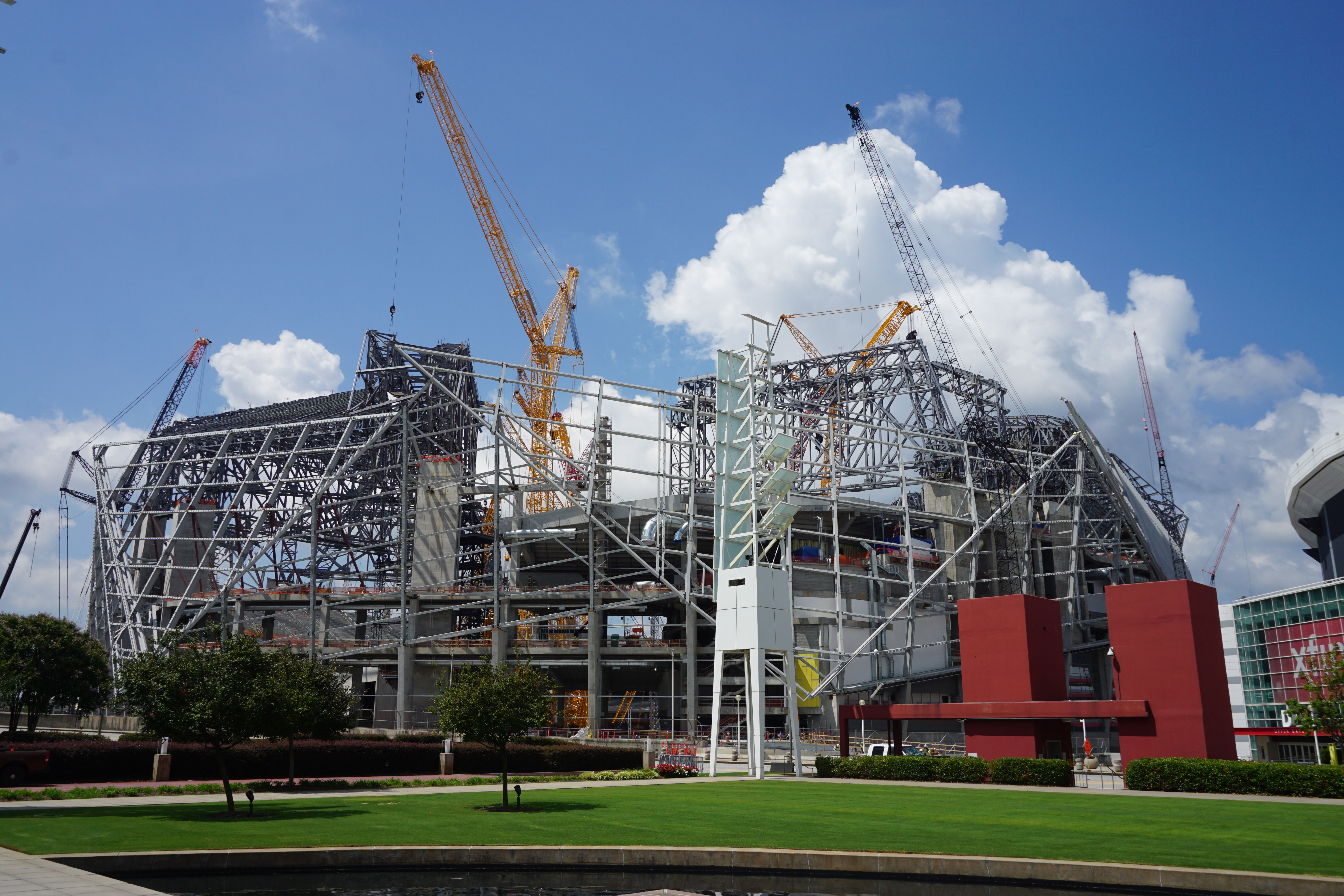
Chantier en août 2016
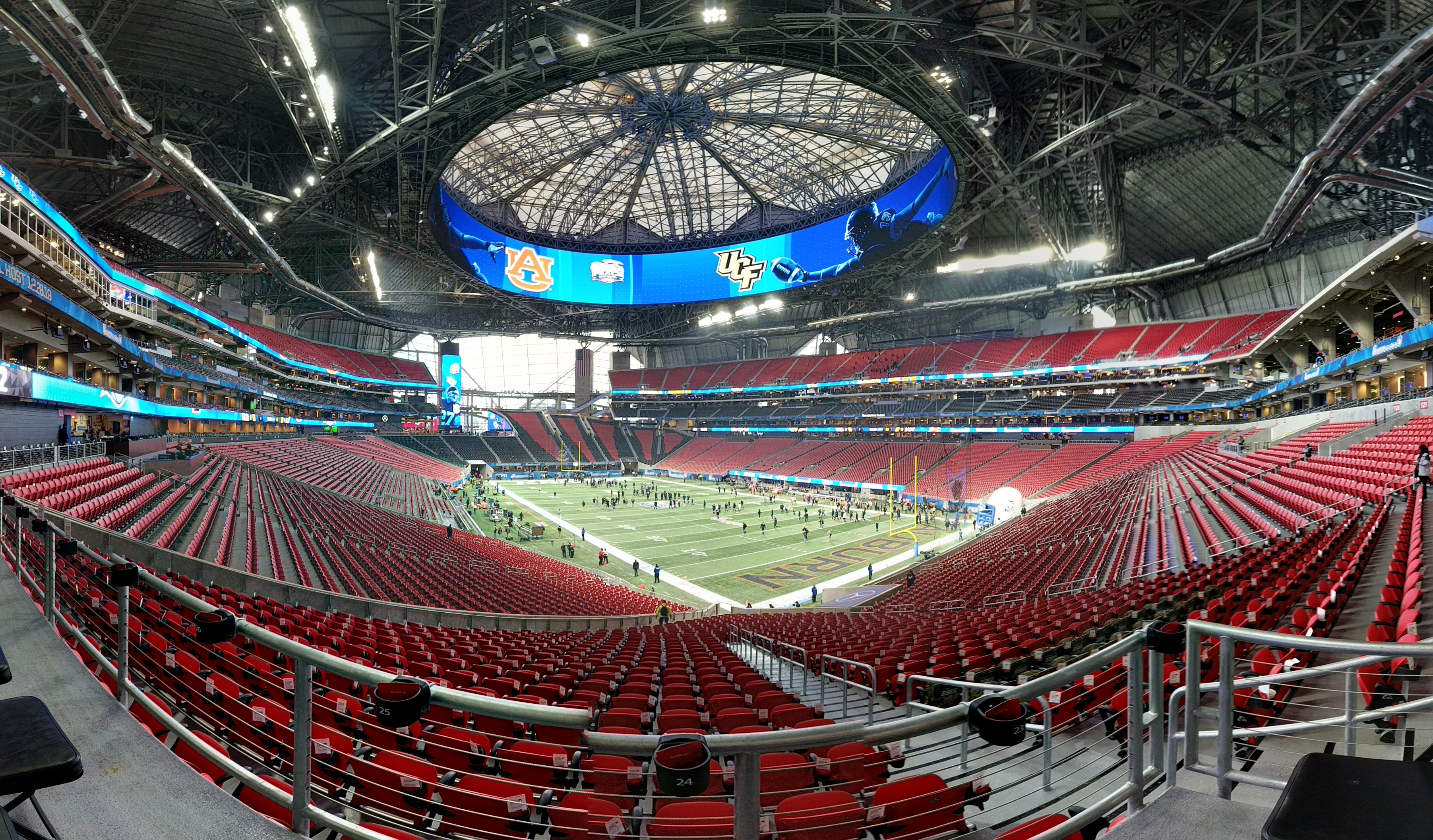
Intérieur du stade
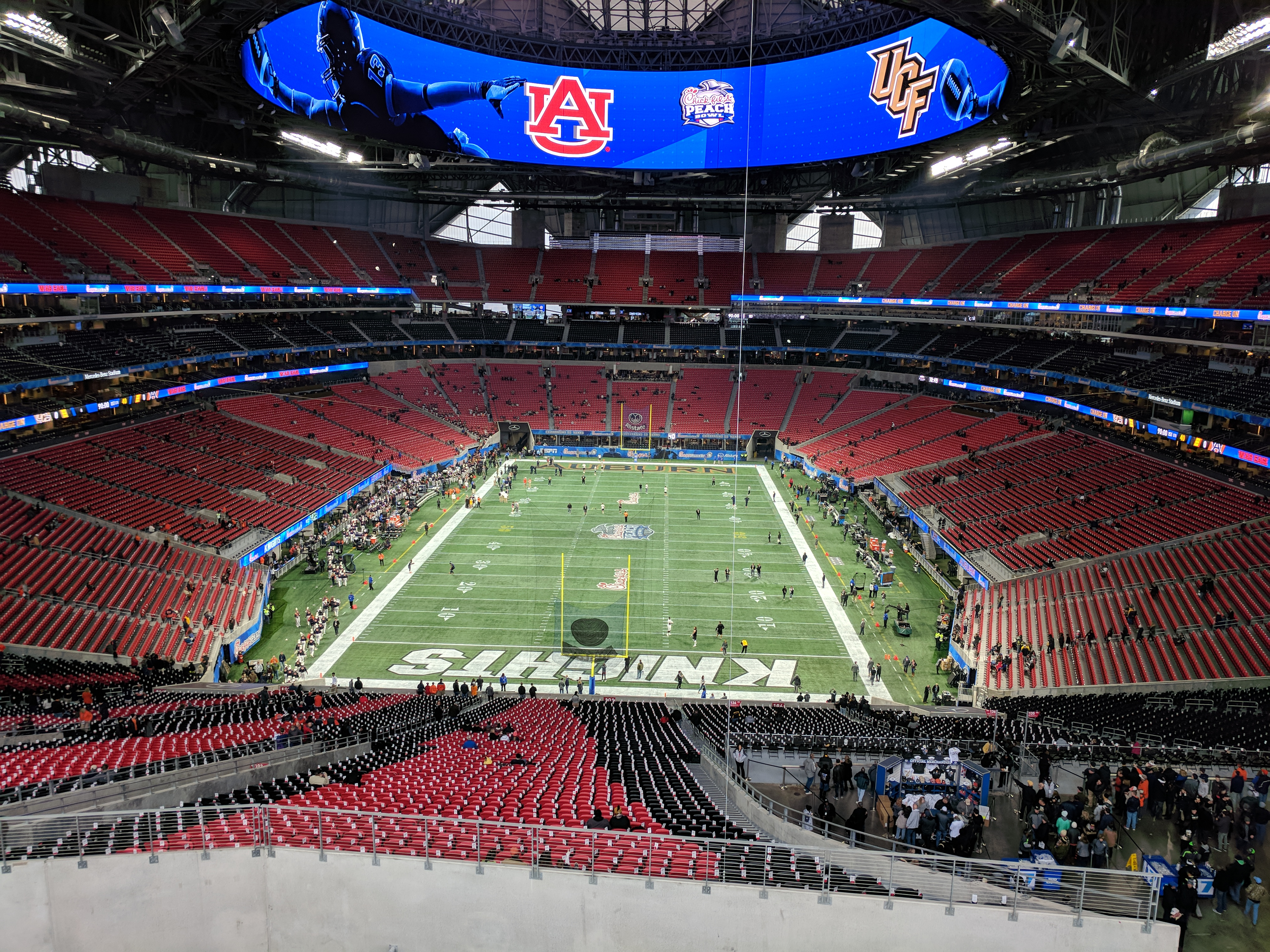
Intérieur du stade
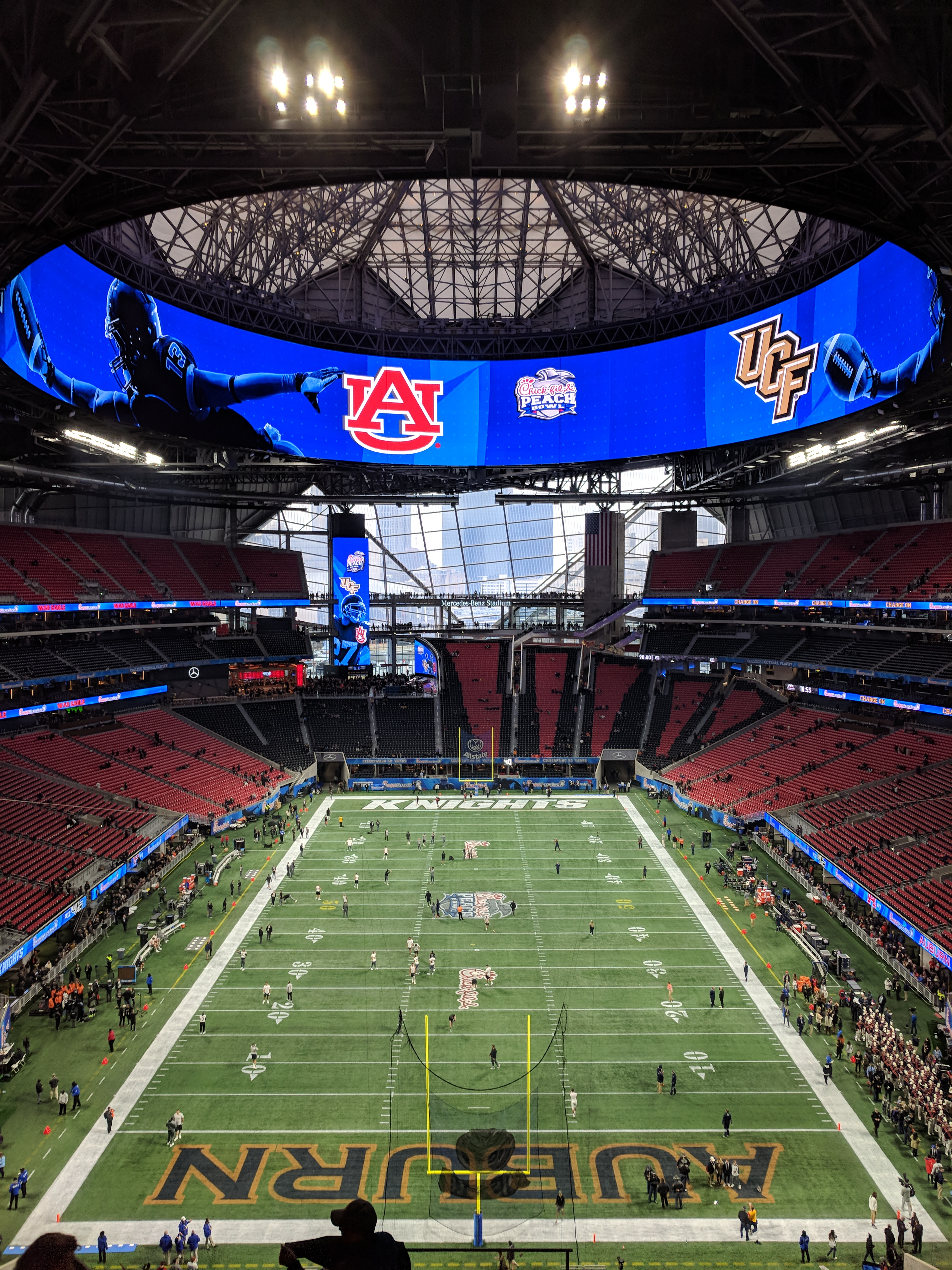
Intérieur du stade

## Qualifications
|  | Premier tour                                                             | Premier tour                                                |                                                                |               | Quarts de finale                                   | Quarts de finale                                   |  |  | Demi-finales                                    | Demi-finales                                    |  |  | Finale 2024                                                                 | Finale 2024                                                                 |
|  | ------------------------------------------------------------------------ | ----------------------------------------------------------- | -------------------------------------------------------------- | ------------- | -------------------------------------------------- | -------------------------------------------------- |  |  | ----------------------------------------------- | ----------------------------------------------- |  |  | --------------------------------------------------------------------------- | --------------------------------------------------------------------------- |
|  |                                                                          |                                                             |                                                                |               |                                                    |                                                    |  |  |                                                 |                                                 |  |  |                                                                             |                                                                             |
|  |                                                                          |                                                             |                                                                |               | 1er janvier 2025 - Rose Bowl, Pasadena, Californie | 1er janvier 2025 - Rose Bowl, Pasadena, Californie |  |  | 10 janvier 2025 - Cotton Bowl, Arlington, Texas | 10 janvier 2025 - Cotton Bowl, Arlington, Texas |  |  | 20 janvier 2025 - Championship Game Mercedes-Benz Stadium, Atlanta, Géorgie | 20 janvier 2025 - Championship Game Mercedes-Benz Stadium, Atlanta, Géorgie |
|  |                                                                          |                                                             |                                                                |               | 1er janvier 2025 - Rose Bowl, Pasadena, Californie | 1er janvier 2025 - Rose Bowl, Pasadena, Californie |  |  | 10 janvier 2025 - Cotton Bowl, Arlington, Texas | 10 janvier 2025 - Cotton Bowl, Arlington, Texas |  |  | 20 janvier 2025 - Championship Game Mercedes-Benz Stadium, Atlanta, Géorgie | 20 janvier 2025 - Championship Game Mercedes-Benz Stadium, Atlanta, Géorgie |
|  |                                                                          |                                                             |                                                                |               | 1er janvier 2025 - Rose Bowl, Pasadena, Californie | 1er janvier 2025 - Rose Bowl, Pasadena, Californie |  |  | 10 janvier 2025 - Cotton Bowl, Arlington, Texas | 10 janvier 2025 - Cotton Bowl, Arlington, Texas |  |  | 20 janvier 2025 - Championship Game Mercedes-Benz Stadium, Atlanta, Géorgie | 20 janvier 2025 - Championship Game Mercedes-Benz Stadium, Atlanta, Géorgie |
|  |                                                                          |                                                             |                                                                |               | 1er janvier 2025 - Rose Bowl, Pasadena, Californie | 1er janvier 2025 - Rose Bowl, Pasadena, Californie |  |  | 10 janvier 2025 - Cotton Bowl, Arlington, Texas | 10 janvier 2025 - Cotton Bowl, Arlington, Texas |  |  | 20 janvier 2025 - Championship Game Mercedes-Benz Stadium, Atlanta, Géorgie | 20 janvier 2025 - Championship Game Mercedes-Benz Stadium, Atlanta, Géorgie |
|  |                                                                          |                                                             |                                                                |               | 1er janvier 2025 - Rose Bowl, Pasadena, Californie | 1er janvier 2025 - Rose Bowl, Pasadena, Californie |  |  | 10 janvier 2025 - Cotton Bowl, Arlington, Texas | 10 janvier 2025 - Cotton Bowl, Arlington, Texas |  |  | 20 janvier 2025 - Championship Game Mercedes-Benz Stadium, Atlanta, Géorgie | 20 janvier 2025 - Championship Game Mercedes-Benz Stadium, Atlanta, Géorgie |
|  |                                                                          | #1 Oregon                                                   | 21                                                             |               |                                                    |                                                    |  |  | 10 janvier 2025 - Cotton Bowl, Arlington, Texas | 10 janvier 2025 - Cotton Bowl, Arlington, Texas |  |  | 20 janvier 2025 - Championship Game Mercedes-Benz Stadium, Atlanta, Géorgie | 20 janvier 2025 - Championship Game Mercedes-Benz Stadium, Atlanta, Géorgie |
|  | 21 décembre 2024 - Ohio Stadium, Columbus, Ohio                          | #1 Oregon                                                   | 21                                                             |               |                                                    |                                                    |  |  | 10 janvier 2025 - Cotton Bowl, Arlington, Texas | 10 janvier 2025 - Cotton Bowl, Arlington, Texas |  |  | 20 janvier 2025 - Championship Game Mercedes-Benz Stadium, Atlanta, Géorgie | 20 janvier 2025 - Championship Game Mercedes-Benz Stadium, Atlanta, Géorgie |
|  |                                                                          | #8 Ohio State                                               | 41                                                             |               |                                                    |                                                    |  |  | 10 janvier 2025 - Cotton Bowl, Arlington, Texas | 10 janvier 2025 - Cotton Bowl, Arlington, Texas |  |  | 20 janvier 2025 - Championship Game Mercedes-Benz Stadium, Atlanta, Géorgie | 20 janvier 2025 - Championship Game Mercedes-Benz Stadium, Atlanta, Géorgie |
|  | #8 Ohio State                                                            | #8 Ohio State                                               | 41                                                             | 42            |                                                    |                                                    |  |  | 10 janvier 2025 - Cotton Bowl, Arlington, Texas | 10 janvier 2025 - Cotton Bowl, Arlington, Texas |  |  | 20 janvier 2025 - Championship Game Mercedes-Benz Stadium, Atlanta, Géorgie | 20 janvier 2025 - Championship Game Mercedes-Benz Stadium, Atlanta, Géorgie |
|  | #8 Ohio State                                                            | 1er janvier 2025 - Peach Bowl, Atlanta, Géorgie             |                                                                | 42            |                                                    |                                                    |  |  | 10 janvier 2025 - Cotton Bowl, Arlington, Texas | 10 janvier 2025 - Cotton Bowl, Arlington, Texas |  |  | 20 janvier 2025 - Championship Game Mercedes-Benz Stadium, Atlanta, Géorgie | 20 janvier 2025 - Championship Game Mercedes-Benz Stadium, Atlanta, Géorgie |
|  | #9 Tennessee                                                             | 17                                                          |                                                                |               |                                                    |                                                    |  |  | 10 janvier 2025 - Cotton Bowl, Arlington, Texas | 10 janvier 2025 - Cotton Bowl, Arlington, Texas |  |  | 20 janvier 2025 - Championship Game Mercedes-Benz Stadium, Atlanta, Géorgie | 20 janvier 2025 - Championship Game Mercedes-Benz Stadium, Atlanta, Géorgie |
|  | #9 Tennessee                                                             | 17                                                          |                                                                | #8 Ohio State | 28                                                 |                                                    |  |  |                                                 |                                                 |  |  | 20 janvier 2025 - Championship Game Mercedes-Benz Stadium, Atlanta, Géorgie | 20 janvier 2025 - Championship Game Mercedes-Benz Stadium, Atlanta, Géorgie |
|  |                                                                          |                                                             |                                                                | #8 Ohio State | 28                                                 |                                                    |  |  |                                                 |                                                 |  |  | 20 janvier 2025 - Championship Game Mercedes-Benz Stadium, Atlanta, Géorgie | 20 janvier 2025 - Championship Game Mercedes-Benz Stadium, Atlanta, Géorgie |
|  |                                                                          |                                                             | #5 Texas                                                       | 14            |                                                    |                                                    |  |  |                                                 |                                                 |  |  | 20 janvier 2025 - Championship Game Mercedes-Benz Stadium, Atlanta, Géorgie | 20 janvier 2025 - Championship Game Mercedes-Benz Stadium, Atlanta, Géorgie |
|  |                                                                          |                                                             | #5 Texas                                                       | 14            |                                                    |                                                    |  |  |                                                 |                                                 |  |  | 20 janvier 2025 - Championship Game Mercedes-Benz Stadium, Atlanta, Géorgie | 20 janvier 2025 - Championship Game Mercedes-Benz Stadium, Atlanta, Géorgie |
|  | 9 janvier 2025 - Orange Bowl, Miami, Floride                             |                                                             |                                                                |               |                                                    |                                                    |  |  |                                                 |                                                 |  |  | 20 janvier 2025 - Championship Game Mercedes-Benz Stadium, Atlanta, Géorgie | 20 janvier 2025 - Championship Game Mercedes-Benz Stadium, Atlanta, Géorgie |
|  |                                                                          |                                                             |                                                                |               |                                                    |                                                    |  |  |                                                 |                                                 |  |  | 20 janvier 2025 - Championship Game Mercedes-Benz Stadium, Atlanta, Géorgie | 20 janvier 2025 - Championship Game Mercedes-Benz Stadium, Atlanta, Géorgie |
|  |                                                                          | #4 Arizona State                                            | 31                                                             |               |                                                    |                                                    |  |  |                                                 |                                                 |  |  | 20 janvier 2025 - Championship Game Mercedes-Benz Stadium, Atlanta, Géorgie | 20 janvier 2025 - Championship Game Mercedes-Benz Stadium, Atlanta, Géorgie |
|  | 21 décembre 2024 - Darrell K Royal-Texas Memorial Stadium, Austin, Texas | #4 Arizona State                                            | 31                                                             |               |                                                    |                                                    |  |  |                                                 |                                                 |  |  | 20 janvier 2025 - Championship Game Mercedes-Benz Stadium, Atlanta, Géorgie | 20 janvier 2025 - Championship Game Mercedes-Benz Stadium, Atlanta, Géorgie |
|  |                                                                          | #5 Texas (2 PR)                                             | 39                                                             |               |                                                    |                                                    |  |  |                                                 |                                                 |  |  | 20 janvier 2025 - Championship Game Mercedes-Benz Stadium, Atlanta, Géorgie | 20 janvier 2025 - Championship Game Mercedes-Benz Stadium, Atlanta, Géorgie |
|  | #5 Texas                                                                 | #5 Texas (2 PR)                                             | 39                                                             | 38            |                                                    |                                                    |  |  |                                                 |                                                 |  |  | 20 janvier 2025 - Championship Game Mercedes-Benz Stadium, Atlanta, Géorgie | 20 janvier 2025 - Championship Game Mercedes-Benz Stadium, Atlanta, Géorgie |
|  | #5 Texas                                                                 | 2 janvier 2025 - Sugar Bowl, La Nouvelle-Orléans, Louisiane |                                                                | 38            |                                                    |                                                    |  |  |                                                 |                                                 |  |  | 20 janvier 2025 - Championship Game Mercedes-Benz Stadium, Atlanta, Géorgie | 20 janvier 2025 - Championship Game Mercedes-Benz Stadium, Atlanta, Géorgie |
|  | #12 Clemson                                                              | 24                                                          |                                                                |               |                                                    |                                                    |  |  |                                                 |                                                 |  |  | 20 janvier 2025 - Championship Game Mercedes-Benz Stadium, Atlanta, Géorgie | 20 janvier 2025 - Championship Game Mercedes-Benz Stadium, Atlanta, Géorgie |
|  | #12 Clemson                                                              | 24                                                          | #8 Ohio State                                                  |               |                                                    |                                                    |  |  |                                                 |                                                 |  |  |                                                                             |                                                                             |
|  |                                                                          |                                                             |                                                                |               |                                                    |                                                    |  |  |                                                 |                                                 |  |  |                                                                             |                                                                             |
|  |                                                                          | #7 Notre Dame                                               |                                                                |               |                                                    |                                                    |  |  |                                                 |                                                 |  |  |                                                                             |                                                                             |
|  |                                                                          |                                                             |                                                                |               |                                                    |                                                    |  |  |                                                 |                                                 |  |  |                                                                             |                                                                             |
|  |                                                                          |                                                             |                                                                |               |                                                    |                                                    |  |  |                                                 |                                                 |  |  |                                                                             |                                                                             |
|  |                                                                          |                                                             |                                                                |               |                                                    |                                                    |  |  |                                                 |                                                 |  |  |                                                                             |                                                                             |
|  | #2 Georgia                                                               | 10                                                          |                                                                |               |                                                    |                                                    |  |  |                                                 |                                                 |  |  |                                                                             |                                                                             |
|  | #2 Georgia                                                               | 10                                                          | 20 décembre 2024 - Notre Dame Stadium, South Bend, Indiana     |               |                                                    |                                                    |  |  |                                                 |                                                 |  |  |                                                                             |                                                                             |
|  |                                                                          | #7 Notre Dame                                               | 23                                                             |               |                                                    |                                                    |  |  |                                                 |                                                 |  |  |                                                                             |                                                                             |
|  | #7 Notre Dame                                                            | #7 Notre Dame                                               | 23                                                             | 27            |                                                    |                                                    |  |  |                                                 |                                                 |  |  |                                                                             |                                                                             |
|  | #7 Notre Dame                                                            | 31 décembre 2024 - Fiesta Bowl, Glendale, Arizona           |                                                                | 27            |                                                    |                                                    |  |  |                                                 |                                                 |  |  |                                                                             |                                                                             |
|  | #10 Indiana                                                              | 17                                                          |                                                                |               |                                                    |                                                    |  |  |                                                 |                                                 |  |  |                                                                             |                                                                             |
|  | #10 Indiana                                                              | 17                                                          |                                                                | #7 Notre Dame | 27                                                 |                                                    |  |  |                                                 |                                                 |  |  |                                                                             |                                                                             |
|  |                                                                          |                                                             |                                                                | #7 Notre Dame | 27                                                 |                                                    |  |  |                                                 |                                                 |  |  |                                                                             |                                                                             |
|  |                                                                          | #6 Penn State                                               | 24                                                             |               |                                                    |                                                    |  |  |                                                 |                                                 |  |  |                                                                             |                                                                             |
|  |                                                                          | #6 Penn State                                               | 24                                                             |               |                                                    |                                                    |  |  |                                                 |                                                 |  |  |                                                                             |                                                                             |
|  |                                                                          |                                                             |                                                                |               |                                                    |                                                    |  |  |                                                 |                                                 |  |  |                                                                             |                                                                             |
|  |                                                                          |                                                             |                                                                |               |                                                    |                                                    |  |  |                                                 |                                                 |  |  |                                                                             |                                                                             |
|  | #3 Boise State                                                           | 14                                                          |                                                                |               |                                                    |                                                    |  |  |                                                 |                                                 |  |  |                                                                             |                                                                             |
|  | #3 Boise State                                                           | 14                                                          | 21 décembre 2024 - Beaver Stadium, State College, Pennsylvanie |               |                                                    |                                                    |  |  |                                                 |                                                 |  |  |                                                                             |                                                                             |
|  |                                                                          | #6 Penn State                                               | 31                                                             |               |                                                    |                                                    |  |  |                                                 |                                                 |  |  |                                                                             |                                                                             |
|  | #6 Penn State                                                            | #6 Penn State                                               | 31                                                             | 38            |                                                    |                                                    |  |  |                                                 |                                                 |  |  |                                                                             |                                                                             |
|  | #6 Penn State                                                            |                                                             |                                                                |               |                                                    |                                                    |  |  |                                                 |                                                 |  |  |                                                                             |                                                                             |
|  | #11 SMU                                                                  | 10                                                          |                                                                |               |                                                    |                                                    |  |  |                                                 |                                                 |  |  |                                                                             |                                                                             |
|  | #11 SMU                                                                  | 10                                                          |                                                                |               |                                                    |                                                    |  |  |                                                 |                                                 |  |  |                                                                             |                                                                             |

## Les deux équipes
Il s'agit de la 9e rencontre entre les deux équipes, les Buckeyes menant les statistiques avec 6 victoires pour 2 au Fighting Irish.
| Logos                                                                                                   | Équipes                      | Couleurs | Conférences | Entraîneurs                     | Bilan  | Classements avant le bowl | Classements avant le bowl | Classements avant le bowl |
| --- | ---------------------------- | -------- | ----------- | ------------------------------- | ------ | ------------------------- | ------------------------- | ------------------------- |
| Logos                                                                                                   | Équipes                      | Couleurs | Conférences | Entraîneurs                     | Bilan  | CFP                       | AP                        | Coaches                   |
| | Buckeyes d'Ohio State        |          | B1G         | Ryan Day (en) (6e saison)       | 13 - 2 | no 6                      | no 6                      | no 7                      |
| | Fighting Irish de Notre Dame |          | Indépendant | Marcus Freeman (en) (3e saison) | 14 - 1 | no 5                      | no 3                      | no 3                      |
| - Arbitre : Steve Marlowe (SEC) - Équipe donnée favorite par les bookmakers : Ohio State par 8 ½ points |                              |          |             |                                 |        |                           |                           |                           |

| Saison | Date              | Vainqueur  | Score   | Compétition                                        |
| ------ | ----------------- | ---------- | ------- | -------------------------------------------------- |
| 2023   | 23 septembre 2023 | Ohio State | 17 - 14 | Saison régulière, match joué au stade de ND        |
| 2022   | 3 septembre 2022  | Ohio State | 21 - 10 | Saison régulière, match joué au stade d'Ohio State |
| 2015   | 1er janvier 2016  | Ohio State | 44 - 28 | Fiesta Bowl                                        |
| 2006   | 2 janvier 2006    | Ohio State | 34 - 20 | Fiesta Bowl                                        |
| 1996   | 28 septembre 1996 | Ohio State | 29 - 16 | Saison régulière, match joué au stade de ND        |
| 1995   | 30 septembre 1995 | Ohio State | 45 - 26 | Saison régulière, match joué au stade d'Ohio State |
| 1936   | 31 octobre 1936   | Notre Dame | 7 - 2   | Saison régulière, match joué au stade de ND        |
| 1935   | 2 novembre 1935   | Notre Dame | 18 - 13 | Saison régulière, match joué au stade d'Ohio State |

| OSU                             | OSU                             | OSU                             | OSU                             |                                 | ND                              | ND                              | ND                              | ND     |
| N°                              | Adversaire                      | Score                           | Bilan                           | N°                              | Adversaire                      | Score                           | Bilan                           |        |
| 1                               | Akron                           | 52 - 06                         | 1 -0                            | 1                               | at No. 20 Texas A&M             | 23 - 13                         | 1 - 0                           |        |
| 2                               | Western Michigan                | 56 - 0                          | 2 - 0                           | 2                               | Northern Illinois               | 14 - 16                         | 1 - 1                           |        |
| 3                               | Marshall                        | 49 - 14                         | 3 - 0                           | 3                               | at Purdue                       | 66 - 07                         | 2 - 1                           |        |
| 4                               | at Michigan State               | 38 - 07                         | 4 - 0                           | 4                               | Miami (OH)                      | 28 - 03                         | 3 - 1                           |        |
| 5                               | Iowa                            | 35 - 07                         | 5 - 0                           | 5                               | No. 15 Louisville               | 31 - 24                         | 4 - 1                           |        |
| 6                               | at No. 3 Oregon                 | 31 - 32                         | 5 - 1                           | 6                               | Stanford                        | 49 - 07                         | 5 - 1                           |        |
| 7                               | Nebraska                        | 21 - 17                         | 6 - 1                           | 7                               | Georgia Tech                    | 31 - 13                         | 6 - 1                           |        |
| 8                               | at No. 3 Penn State             | 20 - 13                         | 7 - 1                           | 8                               | No. 24 Navy                     | 51 - 14                         | 7 - 1                           |        |
| 9                               | Purdue                          | 45 - 0                          | 8 - 1                           | 9                               | Florida State                   | 52 - 03                         | 8 - 1                           |        |
| 10                              | at Northwestern                 | 31 - 07                         | 9 - 1                           | 10                              | Virginia                        | 35 - 14                         | 9 - 1                           |        |
| 11                              | No. 5 Indiana                   | 38 - 15                         | 10 - 1                          | 11                              | No. 19 Army                     | 49 - 14                         | 10 - 1                          |        |
| 12                              | Michigan                        | 10 - 13                         | 10 - 2                          | 12                              | at USC                          | 49 - 35                         | 11 - 1                          |        |
| 1er tour du CFP 2024            |                                 |                                 |                                 |                                 |                                 |                                 |                                 |        |
| 13                              | No. 7 Tennessee                 | 42 - 17                         | 11 - 2                          |                                 | 13                              | No. 8 Indiana                   | 27 - 17                         | 12 - 1 |
| Rose Bowl 2025 (¼ finale CFP)   | Rose Bowl 2025 (¼ finale CFP)   | Rose Bowl 2025 (¼ finale CFP)   | Rose Bowl 2025 (¼ finale CFP)   | Sugar Bowl 2025 (¼ finale CFP)  | Sugar Bowl 2025 (¼ finale CFP)  | Sugar Bowl 2025 (¼ finale CFP)  | Sugar Bowl 2025 (¼ finale CFP)  |        |
| 14                              | No. 1 Oregon                    | 41 - 21                         | 12 - 2                          | 14                              | No. 2 Georgia                   | 23 - 10                         | 13 - 1                          |        |
| Cotton Bowl 2025 (½ finale CFP) | Cotton Bowl 2025 (½ finale CFP) | Cotton Bowl 2025 (½ finale CFP) | Cotton Bowl 2025 (½ finale CFP) | Orange Bowl 2025 (½ finale CFP) | Orange Bowl 2025 (½ finale CFP) | Orange Bowl 2025 (½ finale CFP) | Orange Bowl 2025 (½ finale CFP) |        |
| 15                              | No. 3 Texas                     | 28 - 14                         | 13 - 2                          | 15                              | No. 4 Penn State                | 27 - 24                         | 14 - 1                          |        |

### Buckeyes d'Ohio State
Ohio State termine la saison régulière avec 10 victoires pour 2 défaites (7-2 en matchs de conférence) et se classe 4e de la Big Ten Conference derrière #1 Oregon, #4 Penn State et #8 Indiana. Ils ont rencontré en saison régulière, trois équipes classées dans le Top 25 : défaite 21-32 contre #3 Oregon, victoires 20-13 contre #3 Penn State et 38-15 contre #5 Indiana.
Désignés à l'issue de la saison régulière, no 6 aux classements CFP et l'AP et no 7 au classement Coaches, les Buckeyes sont qualifiés pour le tournoi du College Football Playoff 2024.
Pour se qualifier, les Buckeyes ont battu lors du premier tour, les Volunteers du Tennesse 17 à 42, en quart de finale, les Ducks de l'Oregon 41 à 21 à l'occasion du Rose Bowl 2025 et les Longhorns du Texas 28 à 14, à l'occasion du Cotton Bowl Classic 2025.
Ils affichent ainsi un bilan de 13 victoires pour 2 défaites avant d'aborder leur 3e College Football Championship Game (défaite 52-24 lors de la saison 2020 contre Alabama, victoire 42-20 lors de la saison 2014 contre Oregon).
Il s'agit de leur 6e participation à une finale nationale (victoires en 2002 et 2014, défaites en 2006, 2007, 2014 et 2020) mais comptent 8 titres de champion universitaire (saisons 1942, 1954, 1957, 1961, 1968, 1970, 2002 et 2014).
| Postes       | Joueurs | Statistiques |
| ------------ | --- | --- |
| Quarterbacks | Will Howard | 292/402 passes réussies pour 3 799 yards, 33 TDs, 10 interceptions |
| Quarterbacks | Devin Brown | 11/20 passes réussies pour 114 yards et 1 TD, 0 interception |
| Coureurs     | TreVeyon Henderson RB | 132 courses pour 967 yards et 10 TDs |
| Coureurs     | Quinshon Judkins RB | 193 courses pour 960 yards et 12 TDs |
| Coureurs     | James Peoples RB | 49 courses pour 197 yards et 2 TDs |
| Coureurs     | Will Howard QB | 89 courses pour 169 yards et 7 TDs |
| Receveurs    | Jeremiah Smith WR | 71 réceptions pour 1 277 yards et 14 TDs |
| Receveurs    | Emeka Egbuka WR | 75 réceptions pour 945 yards et 10 TDs |
| Receveurs    | Carnell Tate WR | 50 réceptions pour 698 yards et 4 TDs |
| Receveurs    | TreVeyon Henderson RB | 27 réceptions pour 284 yards et 1 TD |
| Receveurs    | Gee Scott Jr. TE | 26 réceptions pour 249 yards et 2 TDs |
| Autre        | 12e attaque et 1re défense de la NCAA Division I FBS Interceptions : 10 pour 148 yards Turnovers : 19 par la défense Points inscrits : 537, moyenne de 35,8/match Points encaissés : 183, moyenne de 12,2/match | 12e attaque et 1re défense de la NCAA Division I FBS Interceptions : 10 pour 148 yards Turnovers : 19 par la défense Points inscrits : 537, moyenne de 35,8/match Points encaissés : 183, moyenne de 12,2/match |

### Fighting Irish de Notre Dame
Notre Dame termine sa saison régulière avec un bilan en saison régulière de 11 victoires et 1 défaites, rencontrant et battant 4 équipes classées dans le Top 25 de l'AP (23-13 contre #20 Texas A&M, 31-24 contre #15 Louisville, 51-14 contre #24 Navy. et 49-14 contre #19 Army). Leur seule défaite a lieu le 7 septembre contre Northern Illinois (14-16).
Ils terminent ainsi 5e du classement CFP et 3e des classements AP et Coaches.
Désignés 7e tête de série du tournoi final du CFP, ils ne sont pas exemptés du premier tour au cours duquel ils battent 27 à 17 les Hoosiers de l'Indiana, 10e tête de série. Ils battent ensuite en ¼ de finale, les Bulldogs de la Géorgie 23 à 10 lors du match joué à l'occasion du Sugar Bowl 2025 et en ½ finale les Nittany Lions de Penn State 27 à 24 lors du match joué à l'occasion de l'Orange Bowl 2025.
Ils affichent dès lors un bilan de 14 victoires pour 1 défaite avant d'aborder leur 1er College Football Championship Game,. Il s'agit de leur 2e finale universitaire (défaite 14 à 42 contre Alabama à l'occasion du BCS National Championship Game 2013) mais comptent 13 titres de champion universitaire (1919, 1924, 1929, 1930, 1943, 1946, 1947, 1949, 1964, 1966, 1973, 1977 et 1988).
| Postes       | Joueurs | Statistiques |
| ------------ | --- | --- |
| Quarterbacks | Riley Leonard | 247/372 passes réussies pour 2 606 yards, 19 TDs, 8 interceptions |
| Quarterbacks | Steve Angeli | 24/35 passes réussies pour 268 yards et 3 TDs |
| Coureurs     | Jeremyah Love RB | 159 courses pour 1 121 yards nets gagnés et 17 TDs |
| Coureurs     | Riley Leonard QB | 167 courses pour 868 yards et 16 TDs |
| Coureurs     | Jadarian Price RB | 117 courses pour 733 yards et 7 TDs |
| Coureurs     | Aneyas Williams RB | 34 courses pour 219 yards et 2 TDs |
| Receveurs    | Jayden Greathouse WR | 36 réceptions pour 464 yards et 2 TDs |
| Receveurs    | Beaux Collins WR | 37 réceptions pour 457 yards et 3 TDs |
| Receveurs    | Mitchell Evans TE | 39 réceptions 369 pour yards et 3 TDs |
| Receveurs    | Jordan Faison WR | 29 réceptions pour 350 yards et 1 TD |
| Receveurs    | Jeremiyah Love RB | 26 réceptions pour 232 yards et 2 TDs |
| Autre        | 6e attaque et 2e défense de la NCAA Division I FBS Interceptions : 19 pour 454 yards Turnovers : 32 Points inscrits : 555, moyenne de 37/match Points encaissés : 214, moyenne de 14,3/match | 6e attaque et 2e défense de la NCAA Division I FBS Interceptions : 19 pour 454 yards Turnovers : 32 Points inscrits : 555, moyenne de 37/match Points encaissés : 214, moyenne de 14,3/match |

### Les titulaires
| Ohio State              | Ohio State | Notre Dame | Notre Dame            |
| ----------------------- | ---------- | ---------- | --------------------- |
| Will Howard (en)        | QB         | QB         | Riley Leonard (en)    |
| Jeremiah Smith (en)     | WR         | WR         | Jaden Greathouse (en) |
| Will Kacmarek           | TE         | WR         | Beaux Collins (en)    |
| Gee Scott Jr. (en)      | TE         | WR         | Kriss Mitchell (en)   |
| TreVeyon Henderson (en) | RB         | RB         | Jeremiyah Love (en)   |
| Luke Montgomery         | OL         | TE         | Mitchell Evans (en)   |
| Donovan Jackson (en)    | LT         | LT         | Charles Jagusah (en)  |
| Austin Siereveld        | LG         | LG         | Billy Schrauth (en)   |
| Carson Hinzman (en)     | C          | C          | Pat Coogan            |
| Tegra Tshabola (en)     | RG         | RG         | Rocco Spindler        |
| Josh Fryar (en)         | RT         | RT         | Aamil Wagner (en)     |

| Ohio State             | Ohio State | Notre Dame | Notre Dame            |
| ---------------------- | ---------- | ---------- | --------------------- |
| JT Tuimoloau (en)      | DE         | DE         | RJ Oben (en)          |
| Jack Sawyer (en)       | DE         | DE         | Joshua Burnham        |
| Tyleik Williams (en)   | DT         | DT         | Gabriel Rubio         |
| Ty Hamilton (en)       | DT         | DT         | Howard Cross III (en) |
| Sonny Styles (en)      | LB         | LB         | Jaylen Sneed (en)     |
| Cody Simon (en)        | LB         | LB         | Drayk Bowen (en)      |
| Jordan Hancock (en)    | S          | LB         | Jack Kiser (en)       |
| Lathan Ransom (en)     | SS         | SS         | Adon Shuler           |
| Caleb Downs (en)       | FS         | FS         | Xavier Watts (en)     |
| Davison Igbinosun (en) | CB         | CB         | Christian Gray (en)   |
| Denzel Burke (en)      | CB         | CB         | Leonard Moore (en)    |

## Entraîneurs

### Ryan Day
Ryan Patrick Day (en) est né le 12 mars 1979 à Manchester dans le New Hampshire aux États-Unis. Il y joue au niveau universitaire pour les Wildcats du New Hampshire en NCAA Division I FCS pendant quatre saisons (1998-2001), occupant les postes de quarterback et de linebacker sous les ordres de Chip Kelly.

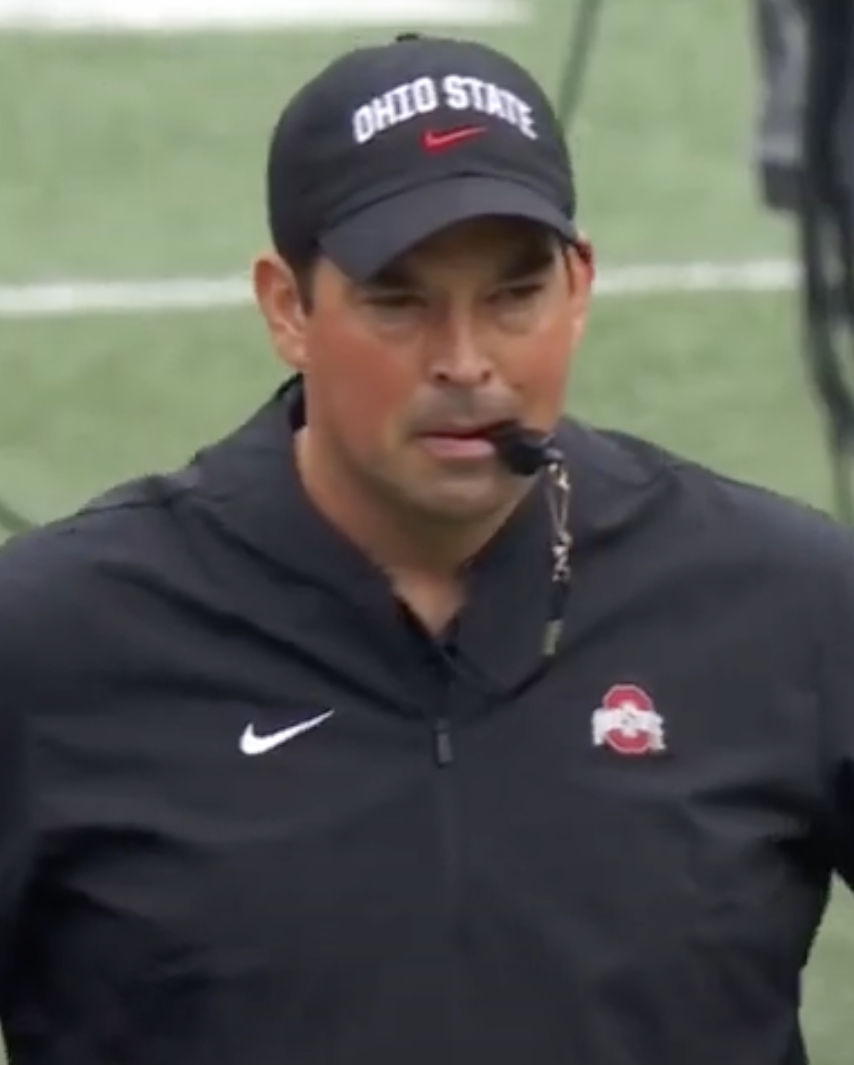
Ryan Day des Buckeyes.

Il choisit rapidement de devenir entraîneur, occupant des postes spécifiques dans diverses équipes universitaires de la NCAA Division I FBS. Il devient coordinateur offensif et officie à ce poste en 2012 à Temple et de 2013 à 2014 à Boston College. En 2105, il est engagé par Chip Kelly en tant qu'entraîneur des quarterbacks chez les Eagles de Philadelphie de la NFL. Il suit ce dernier en 2016 chez les 49ers de San Francisco mais en 2017, il rejoint les Buckeyes d'Ohio State où il occupe les postes de coordinateur offensif et d'entraîneur des quarterbacks. En 2018, il remplace l'entraîneur principal Urban Mayer suspendu administrativement en fin de saison par la NCAA et devient le 24e entraîneur d'Ohio State. Il remporte les trois matchs qu'il dirige. Nommé entraîneur principal en 2019, il réussit une saison régulière parfaite (12-0) et remporte le titre de la conférence Big 10. Les Buckeyes sont néanmoins battus en finale par Clemson (23-29).
La saison 2020 est perturbée par la pandémie de Covid-19. Les Buckeyes remportent néanmoins leur finale de conférence mais échouent à nouveau en finale contre Alabama (24-52). En 2021, Ohio State, ayant perdu deux matchs de saison régulière, ne participe pas à la finale nationale mais gagne le Rose Bowl 48 à 45 contre Utah. Les Buckeyes accèdent au College Football Playoff (première saison à 4 équipes) avec un bilan en saison régulière de 11 victoires pour 1 défaite. Ils sont néanmoins éliminés en ½ finale par Georgia 41-42. Une nouvelle défaite contre Michigan à l'occasion du dernier match de la saison 2023 prive Ohio State du CFP. Il perdent ensuite le Cotton Bowl Classic 2023 3 à 14 contre Missouri.
En tant qu'entraîneur principal, Ryan Day affiche le bilan suivant :
- Matchs : 69-10 ;
- Bowls : 5-4 :
- CFP : 4–3 ;
- 2 titre de la conférence Big Ten : 2019, 2020 ;
- 3 titres de la division Big Ten East: 2019, 2020 et 2021.

### Marcus Freeman
Marcus Freeman (en) est né le 10 janvier 1986 à Fairborn dans l'Ohio aux États-Unis. Il joue au football américain universitaire au poste de linebacker pour les Buckeyes d'Ohio State pendant cinq saisons (2004-2008). Lors de ses deux dernières saisons, il est sélectionné dans la deuxième équipe de la conférence Big Ten.

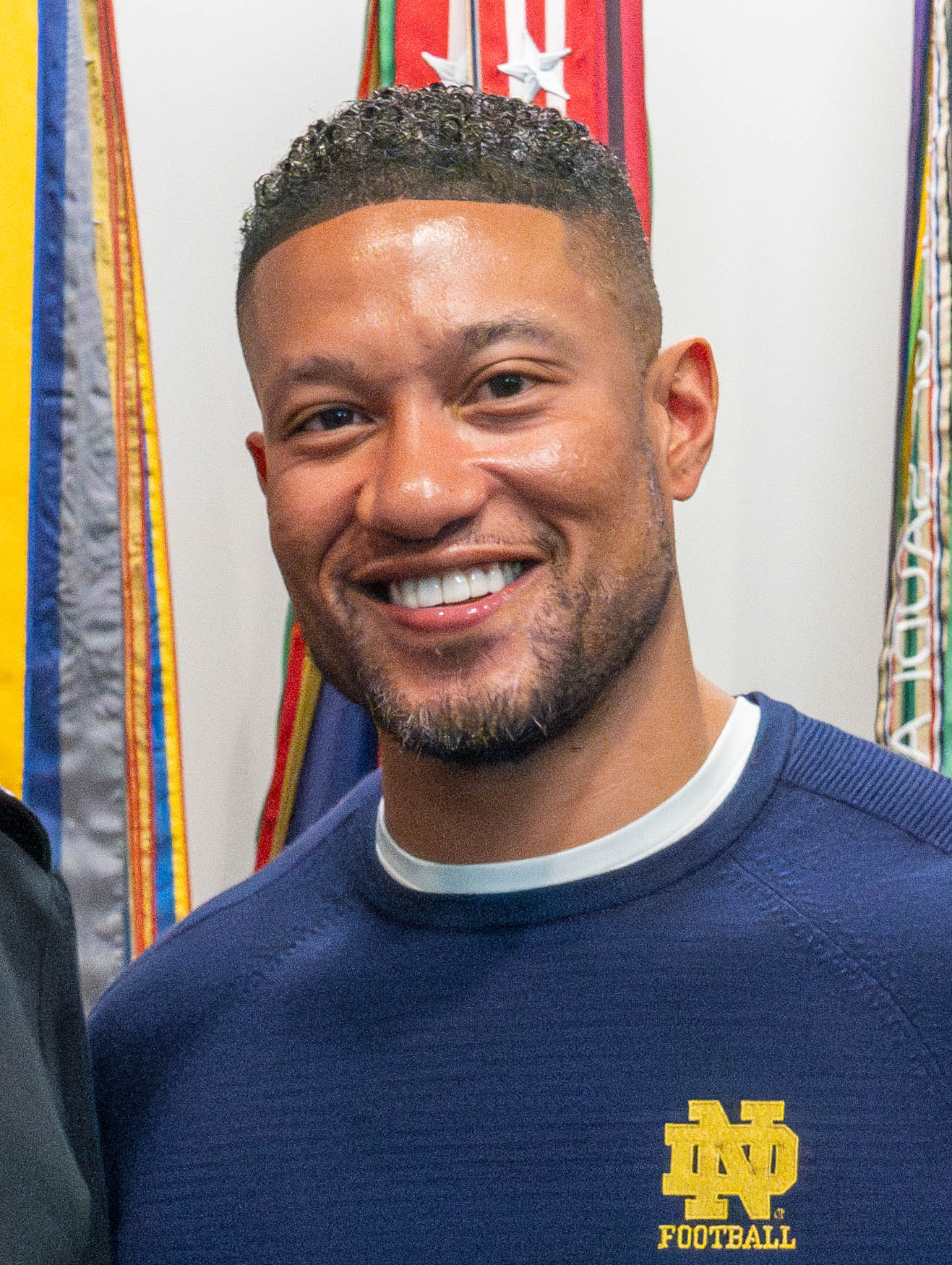
du Fighting Irish.

La franchise NFL des Bears de Chicago le choisit lors du 5e tour de la draft 2009 de la NFL. Néanmoins, il n'est pas conservé et après des passages chez les Bills de Buffalo (2009) et les Texans de Houston (2010) où il ne joue pas de match officiel, il décide le 1er mai 2010 de cesser ses activités de joueur à la suite d'une affection cardiaque élargie.
Il retourne en 2010 à Ohio State pour un emploi d'assistant gradué puis rejoint Kent State en tant qu'entraîneur des linebackers (2011–2012),. Il cumule ensuite les postes de coordinateur défensif et entraîneur des linebackers à Purdue (2013–2016) et à Cincinnati (2017–2020). Il transforme la défense des Bearcats en une des meilleurs de l'American Athletic Conference. Remarqué par son travail, il est convoité par plusieurs grosses équipes universitaires ainsi que par les Titans du Tennessee. Il est désigné meilleur coordinateur défensif de la saison 2020 par 247Sports,.
Freeman choisit finalement de rejoindre en 2021, Notre Dame, sur les instances de l'entraîneur principal Brian Kelly. Ce dernier rejoignant LSU en 2022, Freeman lui succède et devient le 32e entraîneur principal de Notre Dame,. Il devient le premier entraîneur à perdre les trois premiers matchs d'une saison régulière mais termine finalement sa première saison avec un bilan de 8 victoires pour 4 défaites, remportant ensuite le Gator Bowl 45 à 38 contre South Carolina. La saison 2023 est un peu meilleur (9-3) mais des lacunes sont remarquées aux postes de quarterback et de wide receiver. Les Irish remportent néanmoins le Sun Bowl 40 à 8 contre Oregon State. Après avoir remplacé l'entraîneur des WR, Freeman et Notre Dame acquièrent via le portail des transferts le quarterback Riley Leonard de Duke. Malgré une défaite inattendue en 2e semaine contre Northern Illinois, Notre Dame se qualifie pour le CFP avec un bilan de 11-1 en saison régulière.

## Résumé du match
Match joué en indoor, début à  16 h 48 locales, fin à  20 h 08 pour une durée totale de 03 h 20 min.
| QT            | Temps         | Drive         | Drive         | Drive         | Équipe        | Description de l'action | Score | Score |
| ------------- | ------------- | ------------- | ------------- | ------------- | ------------- | --- | ----- | ----- |
| QT            | Temps         | Jeux          | Yards         | TDP           | Équipe        | Description de l'action | OSU   | ND    |
| 1             | 05:15         | 18            | 75            | 09:45         | ND            | TD à la suite d'une course de 1 yard par le QB Riley Leonard (+ 1 pt de conversion par le K Mitch Jeter)                                        | 0     | 7     |
| 2             | 14:10         | 11            | 75            | 06:05         | OSU           | TD de 8 yards par le WR Jeremiah Smith (passe du QB Will Howard + 1 pt de conversion par le K Jayden Fielding)                                  | 7     | 7     |
| 2             | 06:15         | 10            | 76            | 06:06         | OSU           | TD à la suite d'une course de 9 yards par le RB Quinshon Judkins (+ 1 pt de conversion par le K Jayden Fielding)                                | 14    | 7     |
| 2             | 00:27         | 12            | 80            | 04:26         | OSU           | TD de 6 yards par le RB Quinshon Judkins (+ 1 pt de conversion par le K Jayden Fielding)                                                        | 21    | 7     |
| 3             | 12:46         | 5             | 75            | 02:14         | OSU           | TD à la suite d'une course de 1 yard par le RB Quinshon Judkins (+ 1 pt de conversion par le K Jayden Fielding)                                 | 28    | 7     |
| 3             | 07:32         | 6             | 5             | 03:26         | OSU           | FG de 46 yards par le K Jayden Fielding | 31    | 7     |
| 3             | 03:03         | 10            | 75            | 04/49         | ND            | TD de 34 yards par le WR Jaden Greathouse (passe du QB Riley Leonard + 2 pts de conversion, passe du QB vers le WR Jeremiyah Love)              | 31    | 15    |
| 4             | 04:15         | 6             | 80            | 02:10         | ND            | TD de 30 yards par le WR Jaden Greathouse (passe du QB Riley Leonard + 2 pts de conversion, passe du WR Jordan Faison vers le WR Beaux Collins) | 31    | 23    |
| 4             | 00:26         | 9             | 61            | 03:49         | OSU           | FG de 33 yards par le K Jayden Fielding | 34    | 23    |
| Score final : | Score final : | Score final : | Score final : | Score final : | Score final : | Score final : | 34    | 23    |

## Statistiques
| Systèmes | Noms             | Équipes    | Postes      |
| -------- | ---------------- | ---------- | ----------- |
| Attaque  | Will Howard (en) | Ohio State | Quarterback |
| Défense  | Cody Simon (en)  | Ohio State | Linebacker  |

| Statistiques                          | Buckeyes d'Ohio State                              | Fighting Irish de Notre Dame                    |
| ------------------------------------- | -------------------------------------------------- | ----------------------------------------------- |
| 1er down                              | 22                                                 | 19                                              |
| 1er down à la course                  | 11                                                 | 5                                               |
| 1er down à la passe                   | 10                                                 | 11                                              |
| 1er down suite pénalité               | 1                                                  | 3                                               |
| Conversion de 3e down                 | 9/12                                               | 5/12                                            |
| Conversion de 4e down                 | 0/0                                                | 3/4                                             |
| Jeux–yards                            | 62 jeux pour 445 yards                             | 58 jeux pour 308 yards                          |
| Yards à la course                     | 41 courses pour 214 yards (moy.= 5,2 yards/course) | 26 courses pour 53 yards (moy.= 2 yards/course) |
| Yards à la passe                      | 231                                                | 255                                             |
| Passes: Réussies-Tentées-Interceptées | 17/21 passes complétées, 0 interception            | 22/32 passes complétées, 0 interception         |
| Réussite en zone rouge/chances        | 5/5                                                | 1/2                                             |
| TD                                    | 4 (2 à la passe, 2 à la course)                    | 3 (2 à la passe, 1 à la course)                 |
| Field Goals                           | 2/2                                                | 0/1                                             |
| Sacks (Nombre-Yards)                  | 2 pour 13 yards adverses perdus                    | 2 pour 4 yards adverses perdus                  |
| Fumbles (Nombre/Perdus)               | 1/1                                                | 1/0                                             |
| Pénalités (Nombre/Yards perdus)       | 6 pour 58 yards perdus                             | 3 pour 30 yards perdus                          |
| Temps de possession                   | 32:25                                              | 27:35                                           |

| Buckeyes d'Ohio State        |                    |                                                                                                  |
| Quarterback                  | Will Howard (en)   | 17/21 passes complétées, 231 yards, 0 interception, 2 TDs, 2 sacks subis, évaluation QB de 204,8 |
| Coureurs                     | Quinshon Judkins   | 11 courses pour 100 yards, 2 TDs, moyenne de 9,1 yards/course                                    |
| Coureurs                     | Will Howard        | 16 courses pour 57 yards, moyenne de 3,6 yards/course                                            |
| Coureurs                     | TreVeyon Henderson | 12 courses pour 49 yards, moyenne de 4,1 yards/course                                            |
| Coureurs                     | Emeka Egbuka       | 1 course pour 13 yards                                                                           |
| Coureurs                     | Jeremiah Smith     | 1 course pour -5 yards                                                                           |
| Receveurs                    | Jeremiah Smith     | 5/7 réceptions pour 88 yards, 2 TDs                                                              |
| Receveurs                    | Emeka Egbuka       | 6/6 réceptions pour 64 yards                                                                     |
| Receveurs                    | Carnell Tate       | 2/3 réceptions pour 35 yards                                                                     |
| Receveurs                    | Quinshon Judkins   | 2/2 réceptions pour 21 yards, 1 TD                                                               |
| Receveurs                    | Brandon Inniss     | 1/1 réception pour 19 yards                                                                      |
| Receveurs                    | Gee Scott Jr.      | 1/1 réception pour 4 yards                                                                       |
| Défenseurs                   | Cody Simon         | 8 plaquages dont 4 en solo, 1 TFL (4 yards)                                                      |
| Défenseurs                   | Sonny Styles       | 6 plaquages dont 3 en solo, 1 TFL (11 yards), 1 sack (11 yards)                                  |
| Défenseurs                   | Caleb Downs        | 5 plaquages en solo                                                                              |
| Défenseurs                   | JT Tuimoloau       | 5 plaquages en solo, 2 TFL (3 yards), 1 sack (2 yards)                                           |
| Défenseurs                   | Davison Igbinosun  | 4 plaquages dont 2 en solo                                                                       |
| Fighting Irish de Notre Dame |                    |                                                                                                  |
| Quarterback(s)               | Riley Leonard (en) | 22/31 passes complétées, 235 yards, 0 interception, 2 TDs, 2 sacks subis, évaluation QB de 161,4 |
| Quarterback(s)               | Steve Angeli       | 0/1 passe complétée, 0 yards                                                                     |
| Coureurs                     | Riley Leonard      | 17 courses pour 40 yards, 1 TD, moyenne de 2,4 yards/course                                      |
| Coureurs                     | Jadarian Price     | 3 courses pour 13 yards, moyenne de 4,3 yards/course                                             |
| Coureurs                     | Jeremiyah Love     | 4 courses pour 3 yards                                                                           |
| Coureurs                     | Jordan Faison      | 1 course pour 1 yard                                                                             |
| Receveurs                    | Jaden Greathouse   | 6/8 réceptions pour 128 yards, 2 TDs                                                             |
| Receveurs                    | Mitchell Evans     | 4/5 réceptions pour 52 yards                                                                     |
| Receveurs                    | Beaux Collins      | 4/5 réceptions pour 32 yards                                                                     |
| Receveurs                    | Eli Raridon        | 2/2 réceptions pour 20 yards                                                                     |
| Receveurs                    | Kris Mitchell      | 2/5 réceptions pour 16 yards                                                                     |
| Receveurs                    | Jordan Faison      | 1/2 réceptions pour 6 yards                                                                      |
| Receveurs                    | Jeremiyah Love     | 2/2 réceptions pour 5 yards                                                                      |
| Receveurs                    | Jayden Harrison    | 1/1 réception pour -4 yards                                                                      |
| Défenseurs                   | Xavier Watts       | 8 plaquages dont 6 en solo, 1 TFL (5 yards), 1 passe déviée                                      |
| Défenseurs                   | Drayk Bowen        | 8 plaquages dont 1 en solo, 1 FF                                                                 |
| Défenseurs                   | Leonard Moore      | 5 plaquages en solo, 1 passe déviée                                                              |
| Défenseurs                   | Kiser Jack         | 5 plaquages dont 1 en solo, 1 TFL (1 yard)                                                       |
| Défenseurs                   | Adon Shuler        | 4 plaquages dont 3 en solo, 1 TFL (2 yards)                                                      |